# Agathylla viperina
Agathylla viperina is een slakkensoort uit de familie van de Clausiliidae. De wetenschappelijke naam van de soort is voor het eerst geldig gepubliceerd in 1901 door Westerlund.